# Louie Moulden
Louie Moulden (sinh ngày 6 tháng 1 năm 2002) là một cầu thủ bóng đá người Anh hiện đang thi đấu ở vị trí thủ môn cho câu lạc bộ Rochdale, theo dạng cho mượn từ Wolverhampton Wanderers.